# A Day with Governor Whitman
A Day with Governor Whitman é um documentário de 1916, dirigido por D. W. Griffith. Produzido para a campanha de reeleição de Whitman no estado de Nova Iorque. É agora considerado perdido.